# 光について
「光について」（ひかりについて）は、GRAPEVINEの5枚目のシングルである。1999年4月21日にポニーキャニオンより発売された。

## 解説
- 前作から約3ヶ月振りのリリース。アルバム『Lifetime』の先行シングルとなった。
- 表題曲には2つのタイアップがついた。

## 収録曲
1. 光について（作詞：田中和将/作曲：亀井亨）
TBS「新ウンナンの気分は上々。」、NHK「てれごじ。」エンディングテーマ
2012年7月16日～31日にかけて、オフィシャルサイトなどで行われた『Best of GRAPEVINE 1997-2012』のファン投票では、中間投票と最終結果の両方で1位を獲得した。
2. 窓（作詞/作曲：西原誠）
西原が作詞を手がけた作品。田中以外のメンバーが作詞したのはこの曲のみである。
3. RUBBERGIRL(NICE AGE MIX)（作曲：田中和将）
後に発売される『Lifetime』に収録されたインスト曲「RUBBERGIRL」の別ミックスバージョン。